# Маття
Маття (яп. 抹茶 маття, букв. «растёртый чай»); также матча — японский порошковый зелёный чай. Традиционно используется в классической японской чайной церемонии. В наше время маття также широко используется как пищевая добавка к различным японским десертам вагаси, мороженому с зелёным чаем, а также к лапше соба.

## История
Во времена китайской династии Тан (618—907 гг.) для хранения и торговли листья чая обрабатывали паром и спрессовывали в чайные брикеты. Чай приготавливался путём обжаривания и растирания в порошок листьев и последующего заваривания порошкового чая в горячей воде с добавлением соли и мяты. Во времена следующей династии Сун (960—1279 гг.) становится популярным порошковый чай, приготавливаемый из обработанных паром высушенных листьев. Напиток приготавливали, заливая кипятком чайный порошок в чашке и, после настаивания, взбивали венчиком до образования пенки. Приготовление и потребление порошкового чая превратилось в ритуал у дзэн-буддистов.

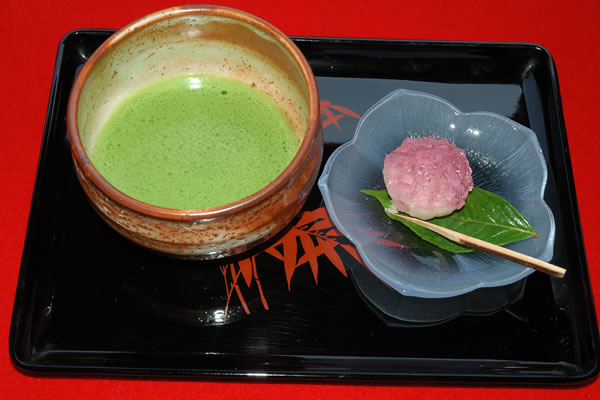
Чашка чая маття на чёрном лакированном подносе с традиционными сладостями

Сам дзэн-буддизм, а вместе с ним и порошковый чай, были завезены в Японию в 1191 году монахом Эйсаем. В Китае порошковый чай был постепенно забыт, но в Японии он сохранил позиции благодаря дзэнским монахам, а затем стал широко распространяться и среди других слоёв общества в течение периода от XIV до XVI столетия. В это время владельцы чайных плантаций в Удзи усовершенствовали технику производства маття.

## Заготовка порошка
Маття производится из листьев чая, которые перед сбором затеняются, так же как и чай гёкуро, в отличие от других видов японских чаёв, таких как сэнтя.
Подготовка маття начинается за несколько недель до сбора урожая, когда кусты чая закрываются от прямых солнечных лучей. Это замедляет рост, делает листья более тёмными и обогащает чайный лист аминокислотами, которые делают чай слаще.
После сбора урожая, если листья скручивают и сушат, то получится чай гёкуро. А если листья сушатся прямыми, размалываются, то получается чай тэнтя (яп. 碾茶). Для производства маття из тэнтя убирают стебли и прожилки, а затем перемалывают его в ярко-зелёный, талькоподобный порошок. Может потребоваться до часа, чтобы перемолоть 30 граммов чая маття.
Только тэнтя может быть основой для маття, остальной перемолотый порошковый чай известен под названием фуммацутя (яп. 粉末茶, буквально «мелкий порошковый чай»). Также существует чай конатя (яп. 粉茶, «порошковый чай»), который не перемалывается, а состоит из порошка и мелких обломков, оставшихся после отбора листьев.
Вкус чая маття определяется наличием аминокислот. Высшие сорта маття имеют более интенсивный, сладкий вкус и глубокий аромат, чем низшие сорта чая, собранные в тот же год позднее.
Наиболее известные области производства маття — это Удзи в префектуре Киото, Нисио в префектуре Айти, Сидзуоке и северная часть Кюсю.

## Сорта
Маття обычно дороже других чаёв, хотя цена зависит от качества. Сорт[уточнить] маття определяется многими факторами.

### Расположение на чайном кусте
Важное значение имеет то, в какой части чайного куста собираются листья для чая маття.
На самом верху находятся молодые гибкие и мягкие листья. Дорогие сорта маття ценятся за вкус молодых листочков. Более развитые листья твёрже, они придают сортам низкого качества песочную структуру. Лучший вкус имеют растущие листья, к которым растение посылает все свои питательные вещества.

### Сушка
Листья тэнтя традиционно сушатся вне помещений в тени и никогда под прямыми лучами солнца. Однако в наши дни сушка, в основном, перенесена в помещения. В результате такой обработки маття имеет живую зелёную окраску.

### Окисление
Окисление (или ферментация) также является фактором определяющим сорт. Вкус маття при соприкосновении с кислородом ухудшается. Окисленный (ферментированный) маття имеет характерный запах сена и коричневато-зелёный цвет.

## Традиционное приготовление напитка

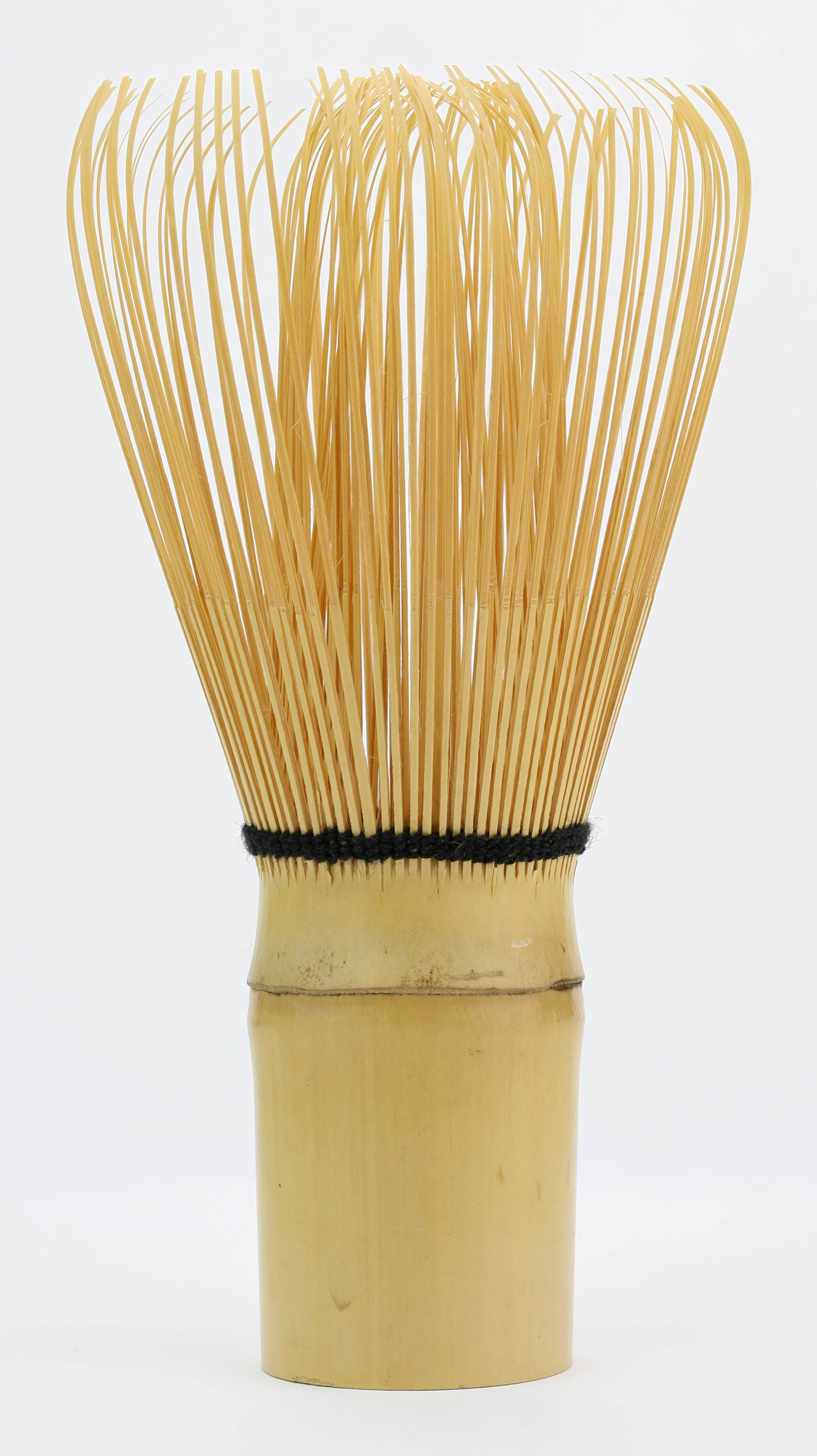
Бамбуковый чайный венчик (тясэн), используемый для взбивания чая

Существует два основных способа приготовления маття: крепкий (яп. 濃茶 — койтя) и слабый (яп. 薄茶 — усутя).
Перед использованием маття часто пропускается через сито, чтобы убрать комки. Существуют специально для этого предназначенные сита из нержавеющей стали, в которых соединены мелкоячеистое проволочное сито и контейнер временного хранения. Для проталкивания чая сквозь сито используется специальная деревянная лопатка или сверху на сито кладут маленький гладкий камень и слегка встряхивают прибор.
Если просеянный маття подаётся во время японской чайной церемонии, то он помещается в небольшую ёмкость для чая, называемую тяки. В других случаях его можно засыпать прямо из сита в тяван.
В чашку засыпают одну или две бамбуковые ложки (тясяку) маття, затем добавляется не очень горячая вода (не кипящая, около 80 °C). Эта смесь затем взбивается до однородной консистенции бамбуковым венчиком тясэн. В чае не должно быть комочков и чайной гущи на краях чашки. Поскольку маття может быть горьким, его традиционно подают с небольшими сладостями вагаси, употребляемыми перед чаем, без молока или сахара. Обычно считается, что 40 граммов маття нужно для приготовления 20 чашек усутя или 10 чашек койтя.
Усутя, или слабый чай, приготавливается приблизительно из 2 граммов (что равняется двум ложкам тясяку или около половины чайной ложки, то есть без горочки) порошка маття и приблизительно из 70 мл горячей воды на одну чашку. Усутя можно взбивать для образования пены или пить без пены по желанию (или в соответствии с традицией определённой школы чайной церемонии). Чай усутя более светлый и чуть более горький по вкусу.
Койтя, или крепкий чай, приготавливается из гораздо большего количества порошка (обычно нужно в два раза больше порошка и половину воды): приблизительно 4 грамма (что равняется 4 ложкам тясяку или одной полной чайной ложке, то есть с горочкой) маття и около 50 мл горячей воды на чашку, что равно шести чайным ложкам чая на 3/4 чашки с водой. Так как получившаяся смесь значительно гуще, перемешивать её нужно медленными вращательными движениями, которые не создают пену. Койтя обычно делают из более дорогого маття с более старых чайных деревьев (которым более 30 лет), и таким образом получается чай более мягкий и сладкий, чем усутя. Его подают почти исключительно во время японской чайной церемонии.

## Другое использование

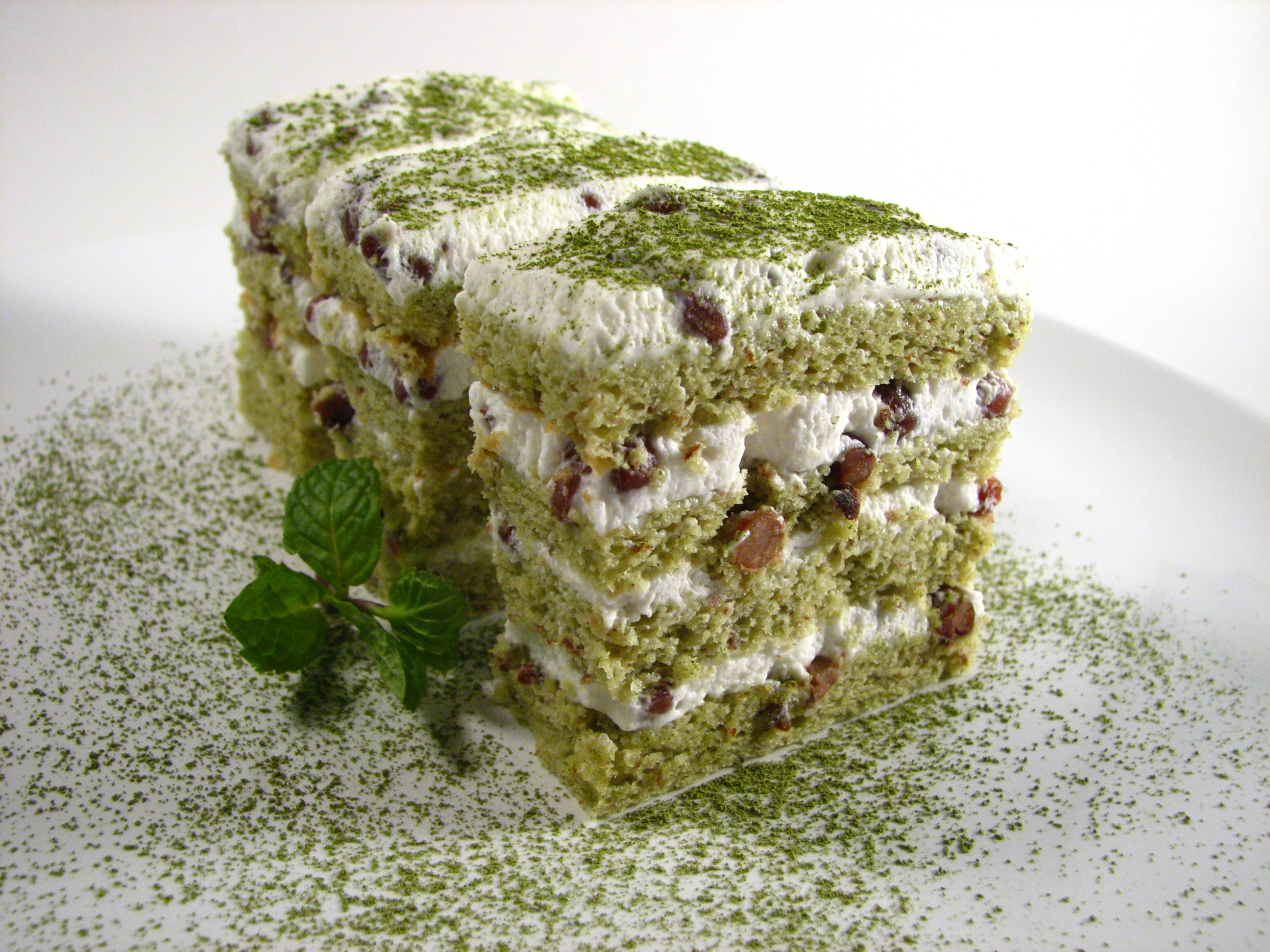
Пирожное с маття

Маття — обычный компонент японских сладостей. Он используется в касутэра (или кастелла), мандзю и монаках, им посыпают какигори, смешивают с молоком и сахаром, а также смешивают с солью и добавляют в тэмпуру для вкуса в виде специального соуса. Он также используется как добавка во многих шоколадах, конфетах и десертах, таких как пирожные и выпечки (включая рулеты и чизкейки), печенье, пудинги, муссы и мороженое с зелёным чаем. Японские палочки покки также бывают со вкусом маття. Маття также может смешиваться с другими чаями. Например, его добавляют в гэммайтя, чтобы получить так называемый маття-ири-гэммайтя (обжаренный коричневый рисовый чай с добавкой маття).
Использование маття в современных напитках также распространено в кафе Северной Америки и Европы, где так же, как и в Японии, его добавляют в кофе латте, в напитки со льдом, в молочные и фруктовые коктейли, а также в алкогольные напитки, например, ликёры и готовят с растительным молоком.
Польза зелёного чая (в том числе маття) для здоровья также вызвала значительный интерес в Северной Америке. Поэтому этот чай сегодня используется при производстве продуктов здорового питания, от мюсли до энергетических батончиков. В 2003 году исследователи университета Колорадо обнаружили, что концентрация антиоксиданта EGCG, содержащегося в маття, в 3 раза выше, чем в других имеющихся в продаже зелёных чаях.

## Галерея

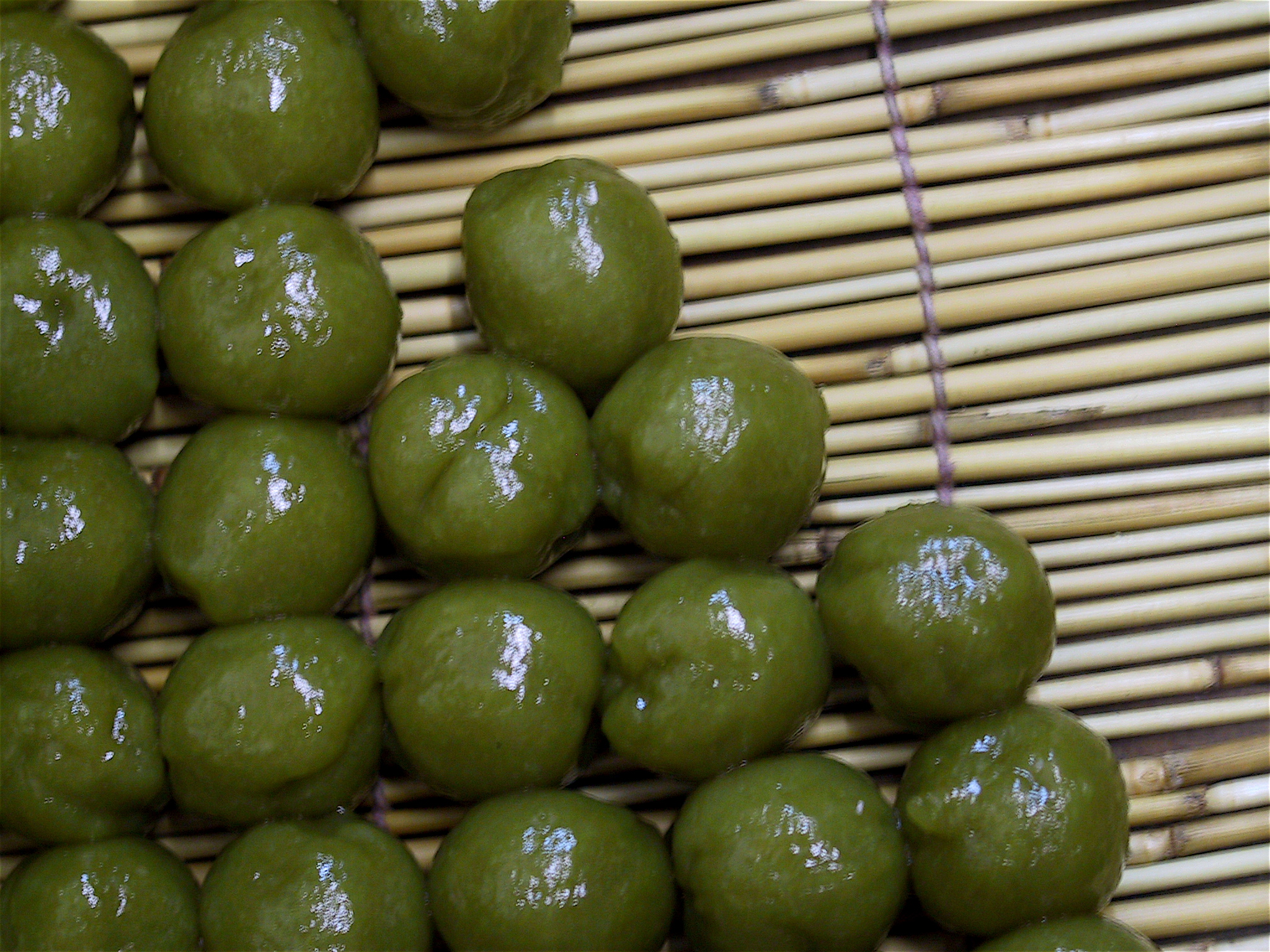
Данго с маття
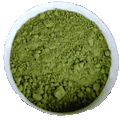
Порошок маття
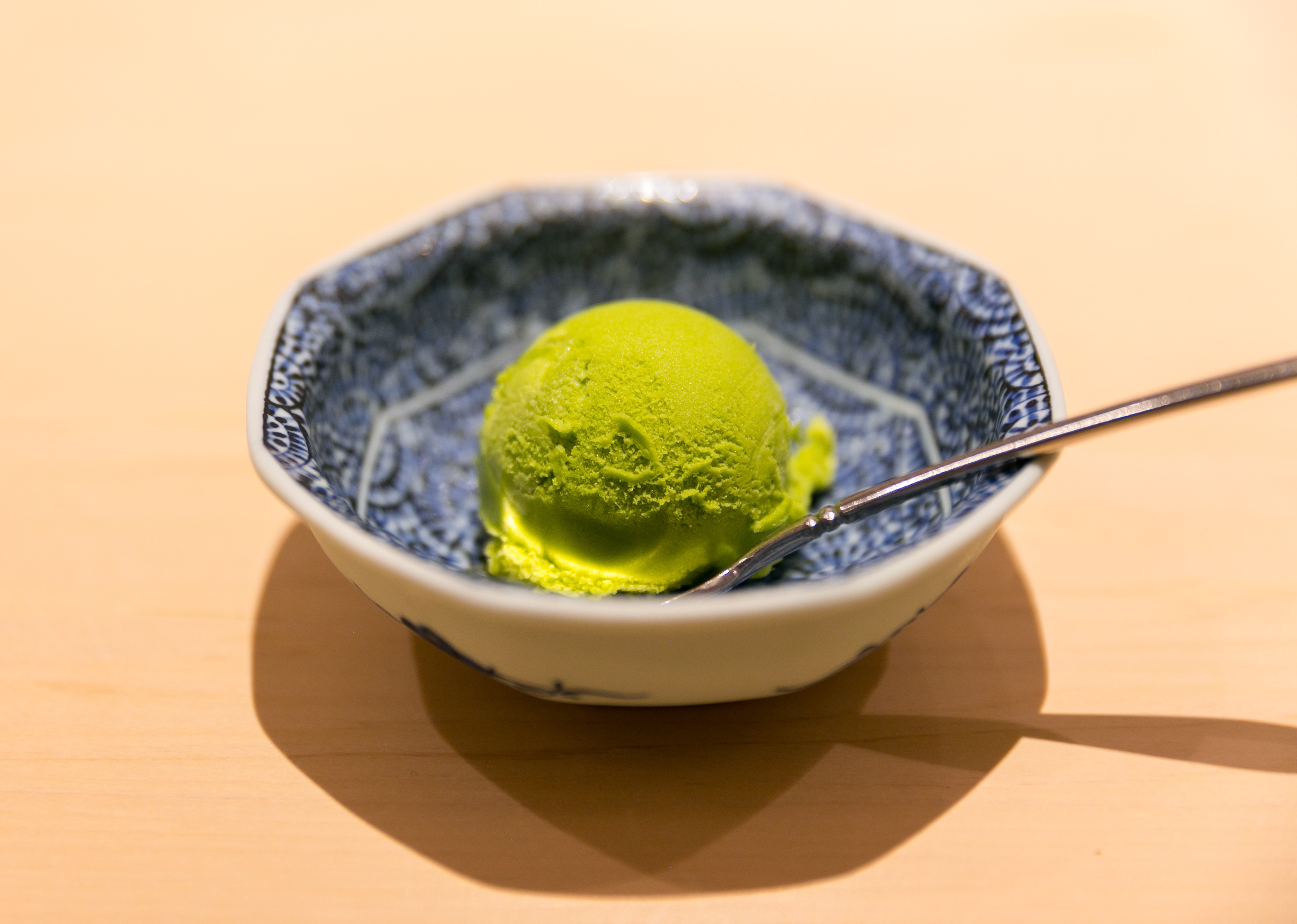
Мороженое с маття
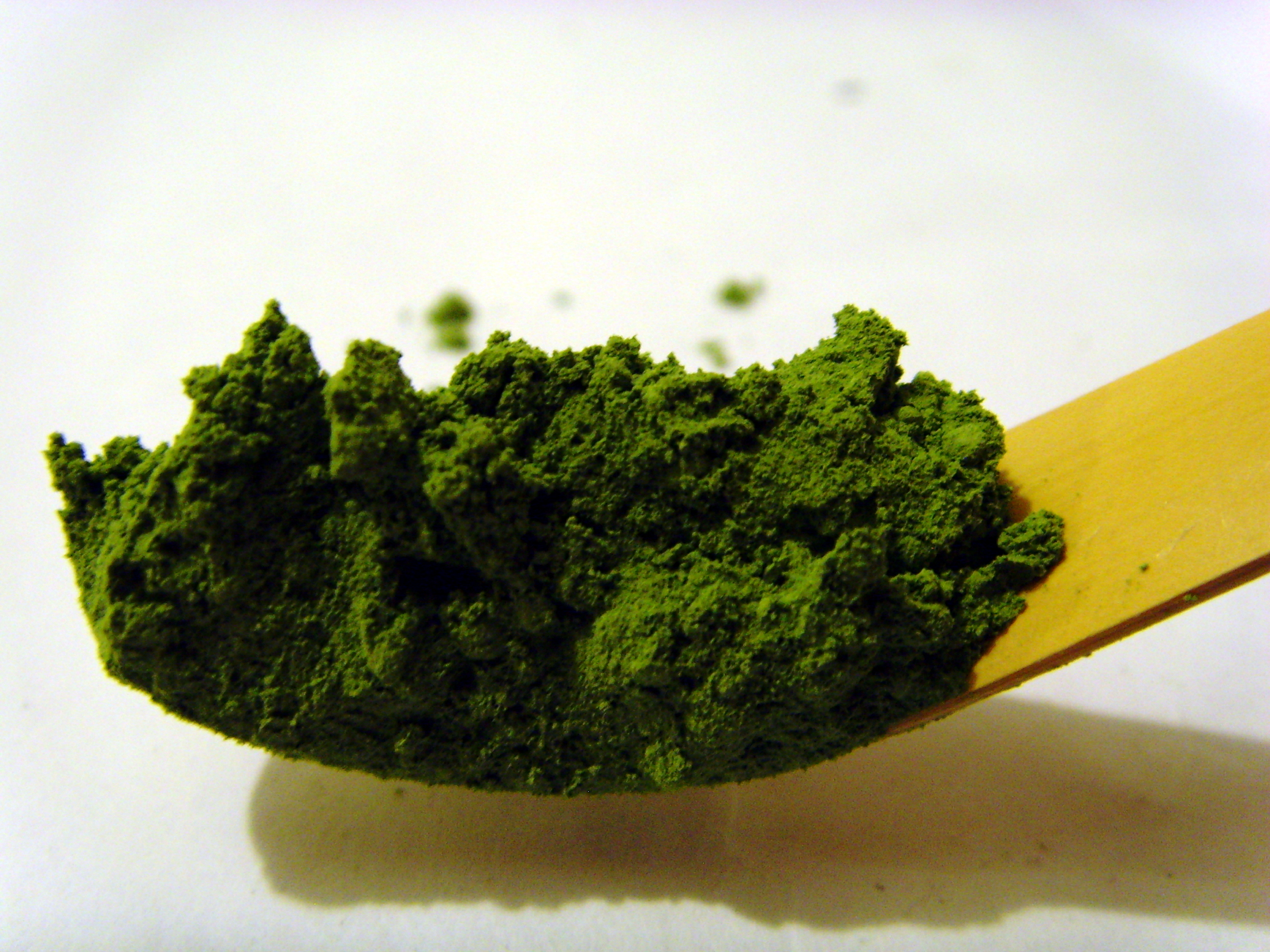
Маття низшего сорта